# Want You Back (bài hát của 5 Seconds of Summer)
"Want You Back" là một bài hát được thu bởi ban nhạc pop rock người Úc 5 Seconds of Summer. Nó được viết bởi Calum Hood, Asia Whiteacre, Jacob Kasher Hindlin, Ashton Irwin, Luke Hemmings, Steve Mac và Andrew Goldstein, sản xuất bởi Goldstein và Andrew Wells. Bài hát được phát hành thông qua Capitol Records vào ngày 22 tháng 2 năm 2018, dưới dạng đĩa đơn từ album phòng thu thứ ba của họ, Youngblood (2018).

## Bối cảnh và phát hành
Guitarist Michael Clifford lần đầu tiên tiết lộ về album thứ ba và đĩa đơn sắp tới trong một cuộc phỏng vấn với Billboard vào tháng 12 năm 2017. Anh thừa nhận: "Hiện tại chúng tôi gần như đã sẵn sàng để phát hành đĩa đơn đầu tiên," và anh đã hứa rằng người hâm mộ có thể mong đợi rằng nó sẽ ra mắt vào lúc "thực sự, thực sự ngay đầu năm mới".
Vào ngày 16 tháng 2 năm 2018, ban nhạc đã đăng một bức ảnh đen trắng có tất cả các thành viên trên Twitter, với chú thích "Behind The Scenes 2018" (Hậu trường 2018). Họ đã chia sẻ một tweet khác với hashtag "#5SOS3ISCOMING" ngay sau đó, gợi ý về các bản phát hành mới. Họ cũng để lộ một vài lời từ bài hát và đăng một hình GIF có nội dung "We Want You Back". Bài hát được chính thức công bố vào ngày 19 tháng 2 năm 2018, cùng với ngày phát hành, ảnh bìa, và một đoạn âm thanh ngắn. Bài hát được phát hành cùng lúc với thông báo về ngày lưu diễn Tour 5SOS III quảng bá toàn cầu của họ.

## Xếp hạng
| Bảng xếp hạng (2018)                            | Vị trí cao nhất |
| ----------------------------------------------- | --------------- |
| Australia (ARIA)                                | 32              |
| Áo (Ö3 Austria Top 40)                          | 50              |
| Bỉ (Ultratip Flanders)                          | 4               |
| Bỉ (Ultratip Wallonia)                          | 5               |
| Canada (Canadian Hot 100)                       | 57              |
| Cộng hòa Séc (Rádio Top 100)                    | 37              |
| Cộng hòa Séc (Singles Digitál Top 100)          | 54              |
| Trường songid là BẮT BUỘC CHO BẢNG XẾP HẠNG ĐỨC | 82              |
| Greece (IFPI)                                   | 54              |
| Hungary (Rádiós Top 40)                         | 36              |
| Hungary (Single Top 40)                         | 30              |
| Hungary (Stream Top 40)                         | 29              |
| Ireland (IRMA)                                  | 26              |
| Italy (FIMI)                                    | 44              |
| New Zealand Heatseekers (RMNZ)                  | 1               |
| Bồ Đào Nha (AFP)                                | 57              |
| Scotland (OCC)                                  | 16              |
| Slovakia (Singles Digitál Top 100)              | 55              |
| Sweden (Sverigetopplistan)                      | 54              |
| Thụy Sĩ (Schweizer Hitparade)                   | 56              |
| Anh Quốc (OCC)                                  | 22              |
| Hoa Kỳ Billboard Hot 100                        | 61              |
| Hoa Kỳ Pop Airplay (Billboard)                  | 23              |

## Chứng nhận
| Quốc gia                                                                                              | Chứng nhận | Số đơn vị/doanh số chứng nhận |
| --- | ---------- | ----------------------------- |
| Úc (ARIA)                                                                                             | Platinum   | 70.000‡                       |
| Canada (Music Canada)                                                                                 | Gold       | 0‡                            |
| Hoa Kỳ (RIAA)                                                                                         | Gold       | 500.000‡                      |
| ^ Chứng nhận dựa theo doanh số nhập hàng. ‡ Chứng nhận dựa theo doanh số tiêu thụ và phát trực tuyến. |            |                               |